# Henri Varlot
Henri Varlot, né le 7 janvier 1894 à Louhans et mort dans cette même commune le 23 août 1969, est un homme politique français.

## Détail des fonctions et des mandats
Mandats parlementaires
- 7 novembre 1948 - 18 mai 1952 : Sénateur de Saône-et-Loire
- 18 mai 1952 - 8 juin 1958 : Sénateur de Saône-et-Loire

Mandats locaux
- 1945 - 1965 : maire de Louhans
- 1945 - 1958 : conseiller général du Canton de Louhans
- Vice-président de l'association des maires du département de Saône-et-Loire
- Vice-président de la fédération du parti radical et de la fédération des œuvres laïques de Saône-et-Loire
- Président du comité d'arrondissement de la Croix-Rouge Française de Louhans
- Président de la société d'agriculture et d'horticulture de Louhans
- 1947- Président du syndicat départemental des pharmaciens de Saône-et-Loire

## Distinctions
- 1965   Chevalier de la Légion d'honneur
- 1917   Croix de guerre 1914–1918